# فهرست فرمانروایان مراکش
این فهرست، نشان‌دهنده فرمانروایان مراکش از آغاز حکومت پادشاهی در مراکش تاکنون است:

## دودمان ادریسی
| پادشاه                   | دوران | دوران | خویشاوندی                          |
| پادشاه                   | از    | تا    | خویشاوندی                          |
| ------------------------ | ----- | ----- | ---------------------------------- |
| ادریس یکم                | ۷۸۹   | ۷۹۱   | مؤسس دودمان، نتیجهٔ حسن مجتبی       |
| ادریس دوم                | ۷۹۱   | ۸۲۸   | پسر ادریس یکم                      |
| محمد یکم                 | ۸۲۸   | ۸۳۶   | پسر ادریس دوم                      |
| علی یکم                  | ۸۳۶   | ۸۴۸   | پسر محمد یکم                       |
| یحیی یکم                 | ۸۴۸   | ۸۶۴   | پسر محمد یکم                       |
| یحیی دوم                 | ۸۶۴   | ۸۷۴   | پسر یحیی یکم                       |
| علی دوم                  | ۸۷۴   | ۸۸۳   | نوه ادریس دوم / پسر عمر بن ادریس   |
| یحیی سوم                 | ۸۸۳   | ۹۰۴   | نوه ادریس دوم / پسر قاسم بن ادریس  |
| یحیی چهارم               | ۹۰۴   | ۹۱۷   | نتیجه ادریس دوم / پسر ادریس بن عمر |
| نخستین دورهٔ سلطه فاطمیان | ۹۱۷   | ۹۲۵   | ...                                |
| حسن یکم                  | ۹۲۵   | ۹۲۷   | نتیجه ادریس دوم / پسر محمد بن قاسم |
| دومین دورهٔ سلطه فاطمیان  | ۹۲۷   | ۹۳۷   | ...                                |
| قاسم یکم                 | ۹۳۷   | ۹۴۸   | نتیجه ادریس دوم / پسر محمد بن قاسم |
| احمد یکم                 | ۹۴۸   | ۹۵۴   | پسر قاسم یکم                       |
| حسن دوم                  | ۹۵۴   | ۹۷۴   | پسر قاسم یکم                       |

## خلافت قرطبه

### دودمان اموی قرطبه
| پادشاه                  | دوران | دوران | خویشاوندی                                                                             |
| پادشاه                  | از    | تا    | خویشاوندی                                                                             |
| ----------------------- | ----- | ----- | ------------------------------------------------------------------------------------- |
| حکم دوم                 | ۹۷۴   | ۹۷۶   | *پسر عبدالرحمن سوم *شانزدهمین خلیفه اموی *دومین خلیفه قرطبه *نخستین حاکم مراکش قرطبوی |
| هشام دوم (نخستین بار)   | ۹۷۶   | ۱۰۰۹  | پسر حکم دوم                                                                           |
| محمد دوم                | ۱۰۰۹  | ۱۰۰۹  | نتیجه عبدالرحمن سوم / پسر هشام بن عبدالجبار                                           |
| سلیمان دوم (نخستین بار) | ۱۰۰۹  | ۱۰۱۰  | نوه عبدالرحمن سوم / پسر حکم بن سلیمان                                                 |
| هشام دوم (دومین بار)    | ۱۰۱۰  | ۱۰۱۳  | پسر حکم دوم                                                                           |
| سلیمان دوم (دومین بار)  | ۱۰۱۳  | ۱۰۱۶  | نوه عبدالرحمن سوم / پسر حکم بن سلیمان                                                 |

### دودمان حمودی
| پادشاه                    | دوران | دوران | خویشاوندی       |
| پادشاه                    | از    | تا    | خویشاوندی       |
| ------------------------- | ----- | ----- | --------------- |
| علی بن حمود               | ۱۰۱۶  | ۱۰۱۸  | پسر حمود        |
| قاسم بن حمود (نخستین بار) | ۱۰۱۸  | ۱۰۲۱  | پسر حمود        |
| یحیی بن علی (نخستین بار)  | ۱۰۲۱  | ۱۰۲۳  | پسر علی بن حمود |
| قاسم بن حمود (دومین بار)  | ۱۰۲۳  | ۱۰۲۳  | پسر حمود        |

### دودمان اموی قرطبه
| پادشاه         | دوران | دوران | خویشاوندی                                       |
| پادشاه         | از    | تا    | خویشاوندی                                       |
| -------------- | ----- | ----- | ----------------------------------------------- |
| عبدالرحمن پنجم | ۱۰۲۳  | ۱۰۲۴  | نتیجه عبدالرحمن سوم / پسر هشام بن عبدالجبار     |
| محمد سوم       | ۱۰۲۴  | ۱۰۲۵  | نتیجه عبدالرحمن سوم / پسر عبدالرحمن بن عبیدالله |

### دودمان حمودی
| پادشاه                  | دوران | دوران | خویشاوندی       |
| پادشاه                  | از    | تا    | خویشاوندی       |
| ----------------------- | ----- | ----- | --------------- |
| یحیی بن علی (دومین بار) | ۱۰۲۵  | ۱۰۲۶  | پسر علی بن حمود |

### دودمان اموی قرطبه
| پادشاه   | دوران | دوران | خویشاوندی                                  |
| پادشاه   | از    | تا    | خویشاوندی                                  |
| -------- | ----- | ----- | ------------------------------------------ |
| هشام سوم | ۱۰۲۶  | ۱۰۳۱  | نتیجه عبدالرحمن سوم / پسر محمد بن عبدالملک |

## ملوک‌الطوایف ساراگوسا

### دودمان تجیبی
| پادشاه      | دوران | دوران | خویشاوندی                    |
| پادشاه      | از    | تا    | خویشاوندی                    |
| ----------- | ----- | ----- | ---------------------------- |
| منذر یکم    | ۱۰۱۳  | ۱۰۲۲  | بنیان‌نهای دودمان             |
| یحیی یکم    | ۱۰۲۲  | ۱۰۳۶  | پسر منذر یکم                 |
| منذر دوم    | ۱۰۳۶  | ۱۰۳۸  | پسر یحیی یکم                 |
| عبدالله یکم | ۱۰۳۸  | ۱۰۳۹  | پسر حکم بن عبدالرحمن بن محمد |

### دودمان هودی
| پادشاه     | دوران | دوران | خویشاوندی       |
| پادشاه     | از    | تا    | خویشاوندی       |
| ---------- | ----- | ----- | --------------- |
| مستعین یکم | ۱۰۳۹  | ۱۰۴۶  | پسر محمد بن هود |
| مقتدر یکم  | ۱۰۴۹  | ۱۰۸۲  | پسر مستعین یکم  |
| مؤتمن یکم  | ۱۰۸۲  | ۱۰۸۵  | پسر مقتدر یکم   |
| مستعین دوم | ۱۰۸۵  | ۱۱۱۰  | پسر مؤتمن یکم   |

## دودمان مرابطی
| پادشاه            | دوران | دوران | خویشاوندی                                    |
| پادشاه            | از    | تا    | خویشاوندی                                    |
| ----------------- | ----- | ----- | -------------------------------------------- |
| عبدالله بن یاسین  | ۱۰۴۰  | ۱۰۶۰  | مؤسس دودمان، پسر یاسین بن مکوک بن سیر بن علی |
| ابوبکر بن عمر     | ۱۰۶۰  | ۱۰۷۲  | ...                                          |
| یوسف بن تاشفین    | ۱۰۷۲  | ۱۱۰۶  | ...                                          |
| علی بن یوسف       | ۱۱۰۶  | ۱۱۴۲  | پسر یوسف بن تاشفین                           |
| تاشفین بن علی     | ۱۱۴۲  | ۱۱۴۶  | پسر علی بن یوسف                              |
| ابراهیم بن تاشفین | ۱۱۴۶  | ۱۱۴۶  | پسر تاشفین بن علی                            |
| اسحاق بن علی      | ۱۱۴۶  | ۱۱۴۷  | پسر علی بن یوسف                              |

## دودمان موحدی
| پادشاه               | دوران | دوران | خویشاوندی                                                           |
| پادشاه               | از    | تا    | خویشاوندی                                                           |
| -------------------- | ----- | ----- | ------------------------------------------------------------------- |
| ابن تومرت            | ۱۱۲۴  | ۱۱۳۰  | مؤسس دودمان، پسر تومرت بن نیطاوس بن ساولا بن سفیون بن کلدیس بن خالد |
| عبدالمؤمن            | ۱۱۴۵  | ۱۱۶۳  | از یاران ابن تومرت                                                  |
| ابویعقوب یوسف یکم    | ۱۱۶۳  | ۱۱۸۴  | پسر عبدالمؤمن                                                       |
| ابی‌یوسف یعقوب‌المنصور | ۱۱۸۴  | ۱۱۹۹  | پسر یوسف یکم                                                        |
| محمدالناصر           | ۱۱۹۹  | ۱۲۱۳  | پسر ابی‌یوسف یعقوب‌المنصور                                            |
| ابویعقوب یوسف دوم    | ۱۲۱۳  | ۱۲۲۴  | پسر محمدالناصر                                                      |
| عبدالواحد یکم        | ۱۲۲۴  | ۱۲۲۴  | پسر یوسف دوم                                                        |
| عبدالله‌العادل        | ۱۲۲۴  | ۱۲۲۷  | پسر ابی‌یوسف یعقوب‌المنصور                                            |
| یحیی                 | ۱۲۲۷  | ۱۲۳۵  | پسر محمدالناصر                                                      |
| ادریس یکم            | ۱۲۲۷  | ۱۲۳۲  | پسر ابی‌یوسف یعقوب‌المنصور                                            |
| عبدالواحد دوم        | ۱۲۳۲  | ۱۲۴۲  | پسر ادریس یکم                                                       |
| علی                  | ۱۲۴۲  | ۱۲۴۸  | پسر ادریس یکم                                                       |
| عمر                  | ۱۲۴۸  | ۱۲۶۶  | نتیجه عبدالمؤمن                                                     |
| ادریس دوم            | ۱۲۶۶  | ۱۲۶۹  | نبیره عبدالمؤمن                                                     |

## دودمان مرینی
| پادشاه                   | دوران | دوران | خویشاوندی                        |
| پادشاه                   | از    | تا    | خویشاوندی                        |
| ------------------------ | ----- | ----- | -------------------------------- |
| عبدالحق یکم              | ۱۱۹۵  | ۱۲۱۷  | مؤسس دودمان / نام پدر: امیر محیو |
| عثمان یکم                | ۱۲۱۷  | ۱۲۴۰  | پسر عبدالحق یکم                  |
| محمد یکم                 | ۱۲۴۰  | ۱۲۴۴  | پسر عبدالحق یکم                  |
| ابویحیی یکم              | ۱۲۴۴  | ۱۲۵۸  | پسر عبدالحق یکم                  |
| عمر یکم                  | ۱۲۵۸  | ۱۲۵۹  | پسر ابویحیی یکم                  |
| یعقوب یکم                | ۱۲۵۹  | ۱۲۸۶  | پسر عبدالحق یکم                  |
| یوسف یکم                 | ۱۲۸۶  | ۱۳۰۷  | پسر یعقوب یکم                    |
| عامر یکم                 | ۱۳۰۷  | ۱۳۰۸  | پسر یوسف یکم                     |
| سلیمان یکم               | ۱۳۰۸  | ۱۳۱۰  | پسر یوسف یکم                     |
| عثمان دوم                | ۱۳۱۰  | ۱۳۳۱  | پسر یوسف یکم                     |
| علی یکم                  | ۱۳۳۱  | ۱۳۵۱  | پسر عثمان دوم                    |
| فارس یکم                 | ۱۳۴۸  | ۱۳۵۸  | پسر علی یکم                      |
| محمد دوم en (نخستین بار) | ۱۳۵۸  | ۱۳۵۸  | پسر فارس یکم                     |
| ابوبکر یکم               | ۱۳۵۸  | ۱۳۵۹  | پسر فارس یکم                     |
| ابراهیم یکم              | ۱۳۵۹  | ۱۳۶۱  | پسر علی یکم                      |
| تاشفین یکم               | ۱۳۶۱  | ۱۳۶۲  | پسر علی یکم                      |
| محمد دوم en (دومین بار)  | ۱۳۶۲  | ۱۳۶۶  | پسر فارس یکم                     |
| عبدالعزیز یکم            | ۱۳۶۶  | ۱۳۷۲  | پسر علی یکم                      |
| محمد سوم                 | ۱۳۷۲  | ۱۳۷۴  | پسر عبدالعزیز یکم                |
| احمد یکم (نخستین بار)    | ۱۳۷۴  | ۱۳۸۴  | پسر ابراهیم یکم                  |
| موسی یکم                 | ۱۳۸۴  | ۱۳۸۶  | پسر فارس یکم                     |
| محمد چهارم               | ۱۳۸۶  | ۱۳۸۷  | پسر احمد یکم                     |
| احمد یکم (دومین بار)     | ۱۳۸۷  | ۱۳۹۳  | پسر ابراهیم یکم                  |
| عبدالعزیز دوم            | ۱۳۹۳  | ۱۳۹۶  | پسر احمد یکم                     |
| عبدالله یکم              | ۱۳۹۶  | ۱۳۹۸  | پسر احمد یکم                     |
| عثمان سوم                | ۱۳۹۸  | ۱۴۲۰  | پسر احمد یکم                     |
| عبدالحق دوم              | ۱۴۲۰  | ۱۴۶۵  | پسر عثمان سوم                    |

## دودمان ادریسیبادخور
| پادشاه                 | دوران | دوران |
| پادشاه                 | از    | تا    |
| ---------------------- | ----- | ----- |
| محمد بن علی ادریسی‌جوتی | ۱۴۶۵  | ۱۴۷۱  |

## دودمان وطاسی
| پادشاه                       | دوران | دوران | خویشاوندی                 |
| پادشاه                       | از    | تا    | خویشاوندی                 |
| ---------------------------- | ----- | ----- | ------------------------- |
| ابوعبدالله شیخ محمد بن یحیی  | ۱۴۷۲  | ۱۵۰۴  | پسر یحیی بن ابی‌زکریا یحیی |
| ابوعبدالله محمد یکم          | ۱۵۰۴  | ۱۵۲۶  | پسر ابوعبدالله شیخ محمد   |
| ابوالحسن علی بن محمد         | ۱۵۲۶  | ۱۵۲۶  | پسر ابوعبدالله محمد یکم   |
| عبدالعباس احمد (نخستین دوره) | ۱۵۲۶  | ۱۵۴۵  | پسر ابوعبدالله محمد یکم   |
| ناصرالدین قصری               | ۱۵۴۵  | ۱۵۴۷  | پسر عبدالعباس احمد        |
| عبدالعباس احمد (دومین دوره)  | ۱۵۴۷  | ۱۵۴۹  | پسر ابوعبدالله محمد یکم   |
| علی ابوحسون                  | ۱۵۴۷  | ۱۵۵۴  | ...                       |

## دودمان سعدی
| پادشاه                           | پادشاه                           | پادشاه                           | دوران                            | دوران                  | خویشاوندی              | خویشاوندی              | خویشاوندی              |
| پادشاه                           | پادشاه                           | پادشاه                           | از                               | تا                     | خویشاوندی              | خویشاوندی              | خویشاوندی              |
| -------------------------------- | -------------------------------- | -------------------------------- | -------------------------------- | ---------------------- | ---------------------- | ---------------------- | ---------------------- |
| محمدالشیخ                        | محمدالشیخ                        | محمدالشیخ                        | ۱۵۴۹                             | ۱۵۵۷                   | مؤسس دودمان            | مؤسس دودمان            | مؤسس دودمان            |
| عبدالله‌الغالب                    | عبدالله‌الغالب                    | عبدالله‌الغالب                    | ۱۵۵۷                             | ۱۵۷۴                   | پسر محمدالشیخ          | پسر محمدالشیخ          | پسر محمدالشیخ          |
| ابوعبدالله محمد دوم              | ابوعبدالله محمد دوم              | ابوعبدالله محمد دوم              | ۱۵۷۴                             | ۱۵۷۶                   | پسر عبدالله‌الغالب      | پسر عبدالله‌الغالب      | پسر عبدالله‌الغالب      |
| ابومروان عبدالمالک یکم           | ابومروان عبدالمالک یکم           | ابومروان عبدالمالک یکم           | ۱۵۷۶                             | ۱۵۷۸                   | پسر محمدالشیخ          | پسر محمدالشیخ          | پسر محمدالشیخ          |
| احمدالمنصور                      | احمدالمنصور                      | احمدالمنصور                      | ۱۵۷۸                             | ۱۶۰۳                   | پسر محمدالشیخ          | پسر محمدالشیخ          | پسر محمدالشیخ          |
| جنگ جانشینی                      |                                  |                                  |                                  |                        |                        |                        |                        |
| حاکمان سعدوی اصلی (در شهر مراکش) | حاکمان سعدوی اصلی (در شهر مراکش) | حاکمان سعدوی اصلی (در شهر مراکش) | حاکمان سعدوی اصلی (در شهر مراکش) | خرده حزب (واقع در فاس) | خرده حزب (واقع در فاس) | خرده حزب (واقع در فاس) | خرده حزب (واقع در فاس) |
| پادشاه                           | دوران                            | دوران                            | خویشاوندی                        | پادشاه                 | دوران                  | دوران                  | خویشاوندی              |
| پادشاه                           | از                               | تا                               | خویشاوندی                        | پادشاه                 | از                     | تا                     | خویشاوندی              |
| ابوفارس عبدالله                  | ۱۶۰۳                             | ۱۶۰۸                             | پسر احمدالمنصور                  | محمدالشیخ المامون      | ۱۶۰۳                   | ۱۶۱۳                   | پسر احمدالمنصور        |
| زیدان‌الناصر                      | ۱۶۰۸                             | ۱۶۲۷                             | پسر احمدالمنصور                  | محمدالشیخ المامون      | ۱۶۰۳                   | ۱۶۱۳                   | پسر احمدالمنصور        |
| زیدان‌الناصر                      | ۱۶۰۸                             | ۱۶۲۷                             | پسر احمدالمنصور                  | عبدالله دوم            | ۱۶۱۳                   | ۱۶۲۳                   | پسر شیخ مامون          |
| زیدان‌الناصر                      | ۱۶۰۸                             | ۱۶۲۷                             | پسر احمدالمنصور                  | عبدالمالک بن عبدالله   | ۱۶۲۳                   | ۱۶۲۷                   | پسر عبدالله دوم        |
| یکپارچگی دوباره                  |                                  |                                  |                                  |                        |                        |                        |                        |
| پادشاه                           | پادشاه                           | پادشاه                           | دوران                            | دوران                  | خویشاوندی              | خویشاوندی              | خویشاوندی              |
| پادشاه                           | پادشاه                           | پادشاه                           | از                               | تا                     | خویشاوندی              | خویشاوندی              | خویشاوندی              |
| ابومروان عبدالمالک دوم           | ابومروان عبدالمالک دوم           | ابومروان عبدالمالک دوم           | ۱۶۲۷                             | ۱۶۳۱                   | پسر شیخ مامون          | پسر شیخ مامون          | پسر شیخ مامون          |
| ولید بن زیدان                    | ولید بن زیدان                    | ولید بن زیدان                    | ۱۶۳۱                             | ۱۶۳۶                   | پسر زیدان‌الناصر        | پسر زیدان‌الناصر        | پسر زیدان‌الناصر        |
| محمدالشیخ الصغیر                 | محمدالشیخ الصغیر                 | محمدالشیخ الصغیر                 | ۱۶۳۶                             | ۱۶۵۵                   | پسر زیدان‌الناصر        | پسر زیدان‌الناصر        | پسر زیدان‌الناصر        |
| احمدالعباس                       | احمدالعباس                       | احمدالعباس                       | ۱۶۵۵                             | ۱۶۵۹                   | پسر محمدالشیخ صغیر     | پسر محمدالشیخ صغیر     | پسر محمدالشیخ صغیر     |

## دودمان دلائی بادخور
| پادشاه          | دوران | دوران | زندگی  | پدر                  |
| پادشاه          | از    | تا    | درگذشت | پدر                  |
| --------------- | ----- | ----- | ------ | -------------------- |
| محمدالحاج دلائی | ۱۶۵۹  | ۱۶۶۳  | ۱۶۷۱   | محمد بن ابی‌بکر دلائی |

## دودمان علوی

### فرمانروایان علویتافیلالت
| سلطان‌های علوی مراکش | سلطان‌های علوی مراکش | سلطان‌های علوی مراکش | سلطان‌های علوی مراکش                |
| نام                 | دوران               | دوران               | خویشاوندی                          |
| نام                 | از                  | تا                  | خویشاوندی                          |
| ------------------- | ------------------- | ------------------- | ---------------------------------- |
| شریف بن علی         | ۱۶۳۱                | ۱۶۳۶                | بنیان‌نهای دودمان / پسر علی بن محمد |
| محمد بن شریف        | ۱۶۳۶                | ۱۶۶۴                | پسر شریف بن علی                    |
| رشید بن شریف        | ۱۶۶۴                | ۱۶۶۶                | پسر شریف بن علی                    |

### فرمانروایان علویمراکش
| سلطان‌های علوی مراکش         | سلطان‌های علوی مراکش | سلطان‌های علوی مراکش | سلطان‌های علوی مراکش |
| نام                         | دوران               | دوران               | خویشاوندی           |
| نام                         | از                  | تا                  | خویشاوندی           |
| --------------------------- | ------------------- | ------------------- | ------------------- |
| رشید بن شریف                | ۱۶۶۶                | ۹ آوریل ۱۶۷۲        | پسر شریف بن علی     |
| اسماعیل بن شریف             | ۹ آوریل ۱۶۷۲        | ۲۲ مارس ۱۷۲۷        | پسر شریف بن علی     |
| ابوالعباس احمد (نخستین بار) | ۲۲ مارس ۱۷۲۷        | مارس ۱۷۲۸           | پسر اسماعیل بن شریف |
| عبدالملک                    | مارس ۱۷۲۸           | ژوئیه ۱۷۲۸          | پسر اسماعیل بن شریف |
| ابوالعباس احمد (دومین بار)  | ژوئیه ۱۷۲۸          | ۵ مارس ۱۷۲۹         | پسر اسماعیل بن شریف |
| عبدالله (نخستین بار)        | ۵ مارس ۱۷۲۹         | ۲۸ سپتامبر ۱۷۳۴     | پسر اسماعیل بن شریف |
| علی                         | ۲۸ سپتامبر ۱۷۳۴     | ۱۴ فوریه ۱۷۳۶       | پسر اسماعیل بن شریف |
| عبدالله (دومین بار)         | ۱۴ فوریه ۱۷۳۶       | ۸ اوت ۱۷۳۶          | پسر اسماعیل بن شریف |
| محمد دوم                    | ۸ اوت ۱۷۳۶          | ۱۸ ژوئن ۱۷۳۸        | پسر اسماعیل بن شریف |
| مستضی (نخستین بار)          | ۱۸ ژوئن ۱۷۳۸        | فوریه ۱۷۴۰          | پسر اسماعیل بن شریف |
| عبدالله (سومین بار)         | فوریه ۱۷۴۰          | ۱۳ ژوئن ۱۷۴۱        | پسر اسماعیل بن شریف |
| زین‌العابدین                 | ۱۳ ژوئن ۱۷۴۱        | ۲۴ نوامبر ۱۷۴۱      | پسر اسماعیل بن شریف |
| عبدالله (چهارمین بار)       | ۲۴ نوامبر ۱۷۴۱      | ۳ فوریه ۱۷۴۲        | پسر اسماعیل بن شریف |
| مستضی (دومین بار)           | ۳ فوریه ۱۷۴۲        | مه ۱۷۴۳             | پسر اسماعیل بن شریف |
| عبدالله (پنجمین بار)        | مه ۱۷۴۳             | ژوئیه ۱۷۴۷          | پسر اسماعیل بن شریف |
| مستضی (سومین بار)           | ژوئیه ۱۷۴۷          | اکتبر ۱۷۴۸          | پسر اسماعیل بن شریف |
| عبدالله (ششمین بار)         | اکتبر ۱۷۴۸          | ۱۰ نوامبر ۱۷۵۷      | پسر اسماعیل بن شریف |
| محمد سوم                    | ۱۰ نوامبر ۱۷۵۷      | ۹ آوریل ۱۷۹۰        | پسر عبدالله         |
| یزید                        | ۹ آوریل ۱۷۹۰        | ۲۳ فوریه ۱۷۹۲       | پسر محمد سوم        |
| سلیمان                      | ۲۳ فوریه ۱۷۹۲       | ۲۸ نوامبر ۱۸۲۲      | پسر محمد سوم        |
| عبدالرحمن                   | ۲۸ نوامبر ۱۸۲۲      | ۲۴ اوت ۱۸۵۹         | نوه محمد سوم        |
| محمد چهارم                  | ۲۴ اوت ۱۸۵۹         | ۱۶ سپتامبر ۱۸۷۳     | پسر عبدالرحمن       |
| حسن یکم                     | ۱۶ سپتامبر ۱۸۷۳     | ۷ ژوئن ۱۸۹۴         | پسر محمد چهارم      |
| عبدالعزیز                   | ۷ ژوئن ۱۸۹۴         | ۴ ژانویه ۱۹۰۸       | پسر حسن یکم         |
| عبدالحفیظ                   | ۴ ژانویه ۱۹۰۸       | ۱۲ اوت ۱۹۱۲         | پسر حسن یکم         |
| یوسف                        | ۱۳ اوت ۱۹۱۲         | ۱۷ نوامبر ۱۹۲۷      | پسر حسن یکم         |
| محمد پنجم (نخستین بار)      | ۱۷ نوامبر ۱۹۲۷      | ۲۰ اوت ۱۹۵۳         | پسر یوسف            |
| محمد بن عرفه                | ۲۰ اوت ۱۹۵۳         | ۳۰ اکتبر ۱۹۵۵       | ندیده محمد سوم      |
| محمد پنجم (دومین بار)       | ۱۶ نوامبر ۱۹۵۵      | ۱۴ اوت ۱۹۵۷         | پسر یوسف            |
| پادشاهان علوی مراکش         |                     |                     |                     |
| نام                         | دوران               | دوران               | خویشاوندی           |
| نام                         | از                  | تا                  | خویشاوندی           |
| محمد پنجم (سومین بار)       | ۱۴ اوت ۱۹۵۷         | ۲۶ فوریه ۱۹۶۱       | پسر یوسف            |
| حسن دوم                     | ۲۶ فوریه ۱۹۶۱       | ۲۳ ژوئیه ۱۹۹۹       | پسر محمد پنجم       |
| محمد ششم                    | ۲۳ ژوئیه ۱۹۹۹       | اکنون               | پسر حسن دوم         |

## نشان سلطنتی

نشان سلطنتی مراکش